# Bour (Luxemburg)
Bour  (en luxemburguès: Bur: en alemany: Bour) és una vila de la comuna de Tuntange situada al districte de Luxemburg del cantó de Mersch. Està a uns 12,8 km de distància de la ciutat de Luxemburg.